# 拉比诺维奇大楼
拉比诺维奇大楼位于黑龙江省哈尔滨市道里区中央大街111-113号（与西六道街交汇处），2013年被列为第七批全国重点文物保护单位。。
拉比诺维奇大楼建于1919年，是一座折中主义建筑风格的商用建筑，高三层，转角处设有穹顶，二至三层设有爱奥尼柱式的半圆壁柱。1923年苏联远东银行曾设于此。2013年作为哈尔滨犹太人活动旧址群的一部分被列为第七批全国重点文物保护单位。